# Den minoiska eruptionen

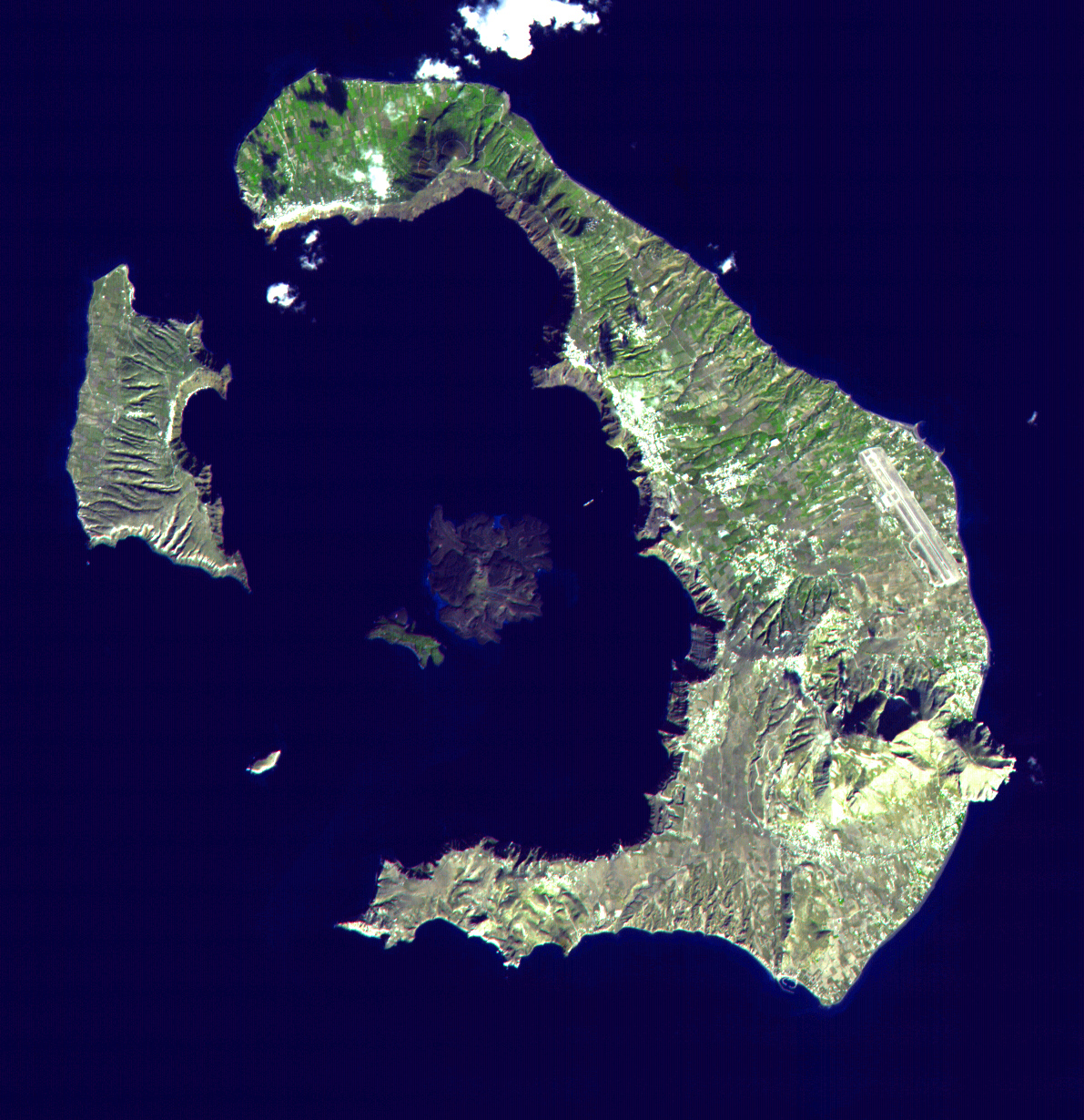
Satellitbild över Santorini från 2010.

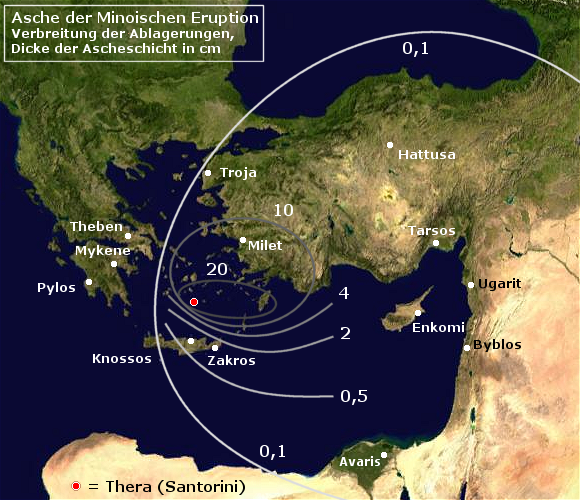
Karta som visar askans utbredning i cm efter utbrottet.

Den minoiska eruptionen eller Vulkanutbrottet på Thera (dagens Santorini) var ett av världshistoriens största daterade vulkanutbrott som utbröt runt 1600 f.Kr. Utbrottet ödelade ön Santorini, och i en repeterande process sänkte den ner i havet i en kaldera. Teorier och spekulationer föreslår att eruptionen kan vara den vetenskapliga förklaringen till myten om det bibliska fenomenet Egyptens tio plågor, Uttåget ur Egypten och även Atlantis undergång. Dateringen av utbrottet är kontroversiell och omdiskuterad.
Det som finns kvar av ursprungsön är öarna Santorini, Therasia och Aspronisi, samt ett fåtal mindre öar. Utbrottet sänkte öns centrum i havet och skapade en cirkulär ö formatur runtom av öns rester samt lämnade den i upp till 60 meter tjock vulkanaska. Platsen har kallats ”Den mest välkända minoiska platsen utanför Kreta, kulturens ursprungsplats”, då lämningar av en kultur har funnits i staden Akrotiri, på ön. Trots att hela ön ödelades har man inte funnit ett enda människoskelett. Troligtvis blev öns invånare varnade i tid av vulkanen och flydde från ön. Stora fynd har däremot gjorts från deras kultur, vilken är mycket besläktad med den minoiska från Kreta.

## Utbrott och omfattning
Vulkanöppningen hade sitt centrum vid dagens Kammeniöar. Utbrottet skedde i tre faser, vilket representeras av tre idag synliga lager av tefra i bergsväggen.
Den totala mängden pyroklastiskt material som slungats ut vid utbrottet kan vara upp till 100 km3 vilket motsvarar 7 på VEI-skalan. Detta gör utbrottet till ett av de absolut största genom historien och är jämförbart med utbrottet på Tambora 1815.
Utbrottet orsakade enorma tsunamis i östra Medelhavet. Våghöjden när tsunamin nådde Kreta söder om Santorini beräknas till 12 m. Den stora mängd svaveldioxid som slungades ut i de högre luftlagren orsakade sannolikt ett kraftigt globalt temperaturfall under flera år.

## Datering
Traditionell arkeologisk datering av utbrottet pekar på mitten eller början av 1500-talet f.Kr., och då till stor del baserat på kopplingar av fynd till angränsande kulturer till den egeiska, såsom Cypern, Grekland och Egypten. Huvudsakligen är den traditionella dateringen baserad på fynd av stengods och keramik i det vulkaniska förstörelseskiktet på Santorini, vars utförande är daterade till inledningen av den egyptiska perioden Nya riket.
Dateringar baserat på radiometriska mätningar placerar utbrottet längre bak i tiden än den traditionella dateringen. Enligt mätningar av en gren till ett olivträd som hittats bevarad i vulkanaskan är utbrottet daterat till 1627–1600 f.Kr. Dateringen har både stöd och är ifrågasatt. Skeptiker hänvisar till exempel till att slutsatsen är baserad på att olivträdet var levande vid tiden för vulkanutbrottet, men dateringen får stöd av att även en andra gren hittats jämte den första med liknande resultat, och att det även hittats olivblad i anslutning till grenarna. Mätningar på andra fynd från de vulkaniska lagren vid Akrotiri på Santorini daterar sista användningen av bosättningen, strax innan det minoiska utbrottet ägde rum, till 1660–1602 f.Kr.
Analyser av barrträd upphittade i Hanvedsmossen på Södertörn visar på en mycket begränsad tillväxt av träden under åren omkring 1628 f.Kr. som tros vara kopplade till klimatförändringar på grund av vulkanutbrottet. Borrningar i Grönlands inlandsis på drygt 3 000 meters djup har innehållit vulkaniska glaspartiklar av samma typ som de från vulkanutbrottet och islagret är daterat till 1623 f.Kr.
Studier av årsringsserier från den så kallade Kung Midas grav i Gordion ca 70 mil nordost om Santorini, visar avvikelser i form av reducerat kalciuminnehåll i en årsring som dateras kring 1560 f.Kr., vilket kan tolkas som en effekt av surt regn i vindriktningen från vulkanen. Tidpunkten sammanfaller med andra tecken på stora vulkanutbrott de åren som ger ett potentiellt stöd för att datera utbrottet på Santorini omkring år 1560 f.Kr.